# Лејксајд (Флорида)
Лејксајд (енгл. Lakeside) насељено је место без административног статуса у америчкој савезној држави Флорида.

## Демографија
По попису из 2010. године број становника је 30.943, што је 16 (0,1%) становника више него 2000. године.
| Група             | 2000.          | 2010.          |
| Белци             | 25.536 (82,6%) | 23.476 (75,9%) |
| Афроамериканци    | 2.199 (7,1%)   | 3.100 (10,0%)  |
| Азијати           | 843 (2,7%)     | 918 (3,0%)     |
| Хиспаноамериканци | 1.638 (5,3%)   | 2.513 (8,1%)   |
| Укупно            | 30.927         | 30.943         |